# Palm und Enke Verlag
Der Palm und Enke Verlag GmbH (auch Palm & Enke) ist ein deutscher Buchverlag mit Sitz in Erlangen. Der Regional- und Wissenschaftsverlag zählt zu den ältesten durchgängig aktiven Verlagen im deutschen Sprachraum.

## Organisation
Der Palm und Enke Verlag arbeitet im Unternehmensverbund mit der Kommunikationsagentur Birke und Partner GmbH als  Mediendienstleister in der Full-Service-Betreuung von Printpublikationen, Audioproduktionen und redaktionell betreuten Digitalangeboten. Eine Redaktion, Lektorat und Grafikabteilung dienen der inhaltlichen und technischen Abwicklung von Publikationsprojekten. Den bis 2014 selbständigen Verlag Edition Spielbein führt Palm und Enke als eigenständigen Programmbereich weiter. Neben dem Stammsitz in Erlangen verfügt der Verlag über ein Büro in Weimar.

## Geschichte
Der Palm und Enke Verlag entstand 1815 in Erlangen, als Ernst Enke (1782–1846) die  Buchhandlung seines Schwiegervaters Johann Jakob Palm (1750–1826) zum 1. Juli übernahm. Komplementär zum Buchhandel baute Enke einen eigenen wissenschaftlichen Verlag auf. Er verlegte fast ausschließlich Werke von Hochschullehrern der Universität Erlangen. Unternehmensgründer Ernst Enke leitete den Verlag bis zu seinem Tod 1846.
Zwischen 1815 und 1836 verlegte Ernst Enke die in neun Bänden von Johann Ludwig Klüber unter dem Titel Acten des Wiener Congresses in den Jahren 1814 und 1815 herausgegebenen vollständigen Dokumente des Wiener Kongresses, darunter als Band 6 auch dessen Schlussakte.
Sein Sohn Adolph Enke führte den Verlag bis 1873 weiter, während sein Bruder Ferdinand Enke (1810–1869) die Buchhandlung übernahm. Wie sein Vater, gründete Ferdinand Enke als Inhaber der Buchhandlung seinen eigenen Verlag, den  medizinischen Fachverlag Ferdinand Enke. Sein Sohn Alfred Enke (1852–1937) verlegte ihn nach Stuttgart, wo er als Imprint-Verlag unter dem Dach der Thieme Verlagsgruppe geführt wird.
Der Palm & Enke Verlag dagegen war weiter in Erlangen aktiv: Carl Enke (1854–1939), der den Verlag ab 1876 von seinem Vater übernahm, führte den Wissenschaftsverlag weiter bis 1908, als er ihn wegen finanzieller Schwierigkeiten an seine Schwiegermutter Luise Finckh abtrat. Auch die Sortimentsbuchhandlung blieb in Erlangen: Ferdinand Enke verkaufte sie an Theodor Krische (1840–1889). Dessen Sohn Friedrich Krische (1873–1959), der die Buchhandlung weiterführte, gelang 1912 die Wiedervereinigung von Buchhandlung und Verlag, als er Palm und Enke von Luise Finckh übernahm.
Zwischen 1914 und 1918 ruhten die Verlagsgeschäfte, da Friedrich Krische zum Kriegsdienst eingezogen wurde.
In der Weimarer Republik gelang es Krische, zwei weitere Buchhandlungen in Erlangen aufzukaufen und dadurch sein Vertriebsnetz zu stärken. Die Buchhandlung Max Mencke erwarb er Ende 1918, die  Universitätsbuchhandlung Theodor Blaesing 1927. In Nürnberg eröffnete er 1924 die Hochschulbuchhandlung Krische & Co. Der Verlag veröffentlichte nach 1918 Rechtsliteratur und gewann als Universitätsverlag weiter an Profil. Ab 1933 kam zum wissenschaftlichen Fachbuchbereich die Programmsparte Regional- und Heimatliteratur. Es erschienen Texte zur regionalen Geschichte, Geografie, Kultur und Volkskunde, darunter die ersten Bände des Jahrbuchs für fränkische Landesforschung. Die Ausrichtung der Universität Erlangen nach der nationalsozialistischen Ideologie schlug sich im wissenschaftlichen Verlagsprogramm nieder. 1941 erschien das letzte Buch, das der Verlag während des Nationalsozialismus veröffentlichte. 1944 verfügt die Reichsschrifttumskammer die Schließung des Verlags.
Nach Kriegsende erschien 1950 mit Das war Christian-Erlang. Berichte zur Geistesgeschichte der Universität Erlangen im ersten Jahrhundert ihres Bestehens von Hans-Joachim Schoeps das erste Buch bei Palm & Enke. Nach dem Tode von Friedrich Krische 1959 übernahmen seine Witwe Margarete und sein langjähriger Geschäftspartner Karl Ströver die Verlagsgeschäfte. 1977 waren der Palm und Enke Verlag sowie die Buchhandlungen Krische und Mencke-Blaesing im Besitz von Marga Matthäus-Krische (Tochter von Friedrich Krische), Hans-Richard Bartels und Klaus Matthäus, dem Enkel von Friedrich Krische.
Die Eröffnung der Verlagsbuchhandlung Palm & Enke am Erlanger Schlossplatz 1982 durch Hans-Richard Bartels und Klaus Matthäus führte auch zu einer erneuten Intensivierung der verlegerischen Tätigkeit. Im Verlag erscheinen wissenschaftliche Reihen wie die Erlanger Studien und  Titel mit regionalem Bezug in Kommission. Besondere Aufmerksamkeit erzielte der Verlag in den 1980er-Jahren mit Standardwerken zur Erlanger Stadtgeschichte wie Erlangen. Von der Strumpfer- zur Siemensstadt, mit Reprints historischer Reisebeschreibungen sowie mit der Reihe Erlanger Studien zur Ethik in der Medizin. Ab der deutsch-deutschen Wiedervereinigung 1990 kooperierte der Verlag mit der Friedrich-Schiller-Universität Jena und ihren Einrichtungen. Es erschienen unter anderem die Jenaer Universitätsreden sowie die Publikationsreihe des collegium europaeum Jenense. Die Buchhandlung Palm & Enke erreichte in den 1990er-Jahren Platz 33 von Deutschlands erfolgreichsten Buchhandlungen.
2002 erwarb die Thalia Holding die Buchhandelssparte. Erneut wurden Verlag und Buchhandel getrennt. Den Palm und Enke Verlag führen Ursula Matthäus-Eisenbraun und Klaus Matthäus weiter. 
2010 übernahmen die Erlanger Unternehmer Sabine und Ralf Birke den Verlag. Sie bauten den Wissenschaftsverlag zu einem Mediendienstleister für Unternehmen sowie Wissenschaft und Forschung um. Gegenüber dem auslaufenden wissenschaftlichen Kommissionsgeschäft gewinnen Sach- und Fachbücher mit regionalem Bezug stark an Bedeutung. Als eigenständigen Programmbereich führt Palm und Enke seit 2014 das Kabarett- und Literaturprogramm des bis dahin eigenständigen Verlags Edition Spielbein weiter. Im Jahr 2015 feierte das Unternehmen sein 200-jähriges Bestehen mit einer Ausstellung.

## Verlagsprogramm
Sach- und Fachbücher zur Kultur, Geschichte und Geographie der Europäischen Metropolregion Nürnberg sowie aus dem medizinischen Bereich bilden den Schwerpunkt des Palm und Enke-Verlagsprogramms: 

### Geografie
Hier erscheinen die Publikationen der Fränkischen Geografischen Gesellschaft sowie  Einzeltitel zur Regionalentwicklung des ländlichen Raums und zum Regionalmarketing. 

### Medizin
Hier erscheinen die Reihen Erlanger Studien zur Ethik in der Medizin sowie seit 1908 die medizinische Zeitschrift Sitzungsberichte der physikalisch-medizinischen Sozietät zu Erlangen. Skelett-Tafeln von Leo Gerlach erscheint in der 34. Auflage.

### Franken
Hier erscheinen die Schriftenreihen des Fränkische Schweiz Vereins sowie Einzeltitel wie etwa Annas Fest oder Ebermannstadt.

### Erlangen
Palm und Enke ist Erlangens ältester durchgehend aktiver Verlag.  Standardwerke zur Stadt- und Regionalgeschichte sind bei ihm erschienen, u. a. Schildergeschichten. Erlanger Straßennamen, Das Bürgerpalais Stutterheim (Stadt Erlangen), Von der Strumpfer zur Siemensstadt (Jürgen Sandweg), Industrie, Handel, Gewerbe (IHK Gremium Erlangen).

### Sprache und Literatur
In dem Bereich erscheint im klassischen Palm und Enke Quartformat zeitgemäße und unvergängliche Literatur wie Ernst Penzoldt: Hier bin ich gewachsen oder Uli Kulp: Die Möwe.

### Kommunikation
Palm und Enke entwickelt und realisiert Publikationen für und über Unternehmen. 

### Edition Spielbein
In der Edition Spielbein erscheinen die Publikationen und Hörbücher des Erlanger Kabarettisten Klaus Karl-Kraus, unter anderem das Fränkische Wörterbüchla.